# 스카잔

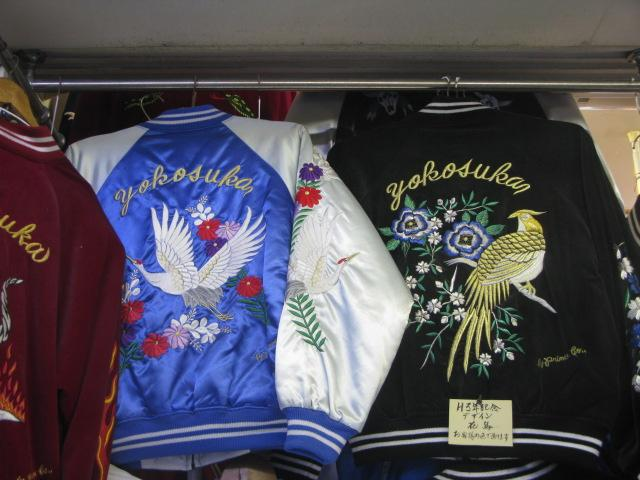
꽃새 자수가 달린 스카잔

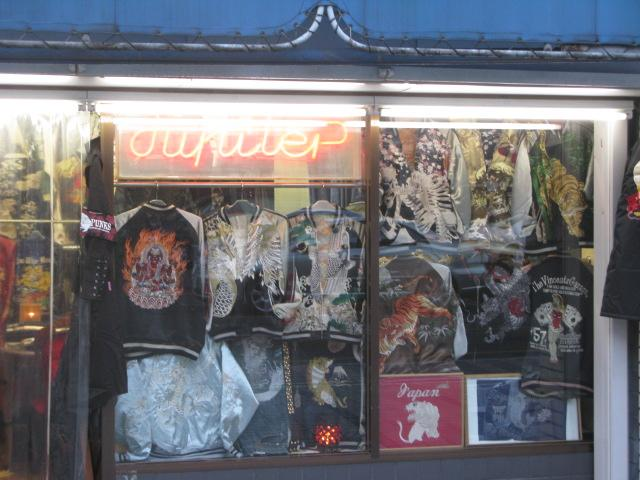
다양한 자수의 스카쟌이 진열된 도부이타 거리의 점포

스카잔(スカジャン)은 광택이 있는 화학 섬유의 수자직으로 만들어져, 등에 대형으로 화려한 자수가 새겨져 있는 블루종과 비슷한 형상의 재킷이다.
제2차 세계 대전 뒤에, 일본을 점령하는 연합국군으로서 요코스카 주변에 주둔한 미국군 병사들이 자수가 들어간 옷을 기념품으로 한 것이 시작으로, 현재는 일본 기념품의 용도를 벗어나 폭넓은 연대에 애용되고 있다.

## 이름의 유래
제2차 세계 대전 뒤 얼마 지나지 않아, 요코스카 미군 기지에서 일본 주둔 미군 군인들이 기념으로 독수리·호랑이·용 등의 동양 무늬와 자신이 소속했던 부대와 기지 등의 엠블럼을 디자인한 자수를 테일러 숍에 주문한 것이 시작이라 말해지고 있다.
전후 미군 병사들 사이에서는 기념품 재킷을 의미하는 수버니어 재킷 등의 부름으로 사랑 받았다.
1960년대 무렵부터 수버니어 재킷은 스카잔으로 불리게 되었다. 유래에 대해서는 이하의 2개가 있다.
- 요코스카 점퍼의 약어
- 요코스카의 점퍼에 자주 스카이 드래곤의 자수가 새겨져 있기 때문에, 스카이 드래곤 점퍼의 약어

스테디셀러인 새의 자수는, 독수리인지 매인지 논의가 되는 경우도 있지만, 요코스카의 노포 숍에서는 일반적으로 매라고 부른다.
점퍼 본체가 흑이나 그린 일색이며, 밀리터리조가 된 수버니어 재킷을 베트잔(베트남 점퍼)이라고 부른다.

## 직물
스카잔에는 새틴과 별진이라는 두 개의 직물이 쓰이는 것이 주류이다. 새틴에는 레이온, 아세테이트, 폴리에스테르 등이 있다. 실크가 쓰이고 있는 것도 있다.
방한성을 높인 스카잔에 자주 쓰이는 누비는 스카잔을 만들 때 재료 부족을 보완하기 위한 고육의 책에서 태어났다. 실크와 마찬가지로 당시에는 면도 풍부하지 않았기 때문에 방적 공장 등에서 나오는 면 쓰레기를 굳혀 부족한 면을 보충했지만, 이래서는 풀솜처럼 얽히지 않기 때문에, 입고 있는 동안 점점 아래쪽에 내용이 떨어진다. 그것을 방지하기 위해 다운 재킷 같은 누비가 채택되었다.

## 같이 보기
- 도부이타 거리
- 아메리칸 캐주얼